# Agrostis brachyathera
Agrostis brachyathera är en gräsart som beskrevs av Ernst Gottlieb von Steudel. Agrostis brachyathera ingår i släktet ven, och familjen gräs. Inga underarter finns listade i Catalogue of Life.